# 菜菓亭
菜菓亭（さいかてい）は、新潟県新潟市北区に本社を置く株式会社いえいが新潟県内に展開している、菓子の製造・販売を行っている店舗。

## 概要
新潟県内に15店舗を展開するローカルチェーンで、大福・和菓子・洋菓子の専門店である。黒糖風味の蒸しカステラに独自の小豆クリームを包んだ菓子である「河川蒸気」（かせんじょうき）を主力商品としており、テレビ番組「シルシルミシルさんデー」の「全日本隠されたお土産お菓子ナンバーワングランプリ」で1位を獲得したことがあるほか、第25回全国菓子大博覧会では会長賞を受賞している。